# Jack Harper (tennista)
Jack Edwin Harper (Melbourne, 8 aprile 1914 – Melbourne, 17 gennaio 2005) è stato un tennista australiano.

## Carriera
È stato attivo dalla fine degli anni '30 e ha ottenuto i risultati migliori nel doppio maschile, in questa disciplina ha raggiunto una finale agli Australian Championships 1937 in coppia con John Bromwich e la semifinale a Wimbledon 1948 con lo svedese Lennart Bergelin.

## Finali del Grande Slam

### Doppio maschile

#### Sconfitte (1)
| Anno | Torneo                   | Compagno      | Avversari in finale       | Risultato     |
| 1937 | Australian Championships | John Bromwich | Adrian Quist Don Turnbull | 6–4, 6–1, 6-2 |